# Oribatella eutricha
Oribatella eutricha är en kvalsterart som beskrevs av Berlese 1908. Oribatella eutricha ingår i släktet Oribatella och familjen Oribatellidae. Inga underarter finns listade i Catalogue of Life.